# 1324 en Angleterre
Chronologie de l'Angleterre
- 1320
- 1321
- 1322
- 1323
- 1324
- 1325
- 1326
- 1327
- 1328

Cette page concerne l'année 1324 du calendrier julien.

## Naissances en 1324
- Date inconnue : 
  - Alice de Norfolk, baronne Montagu (en)
  - William de Wykeham, évêque de Winchester

## Décès en 1324
- 1er janvier : Alice de Toeni, comtesse de Warwick
- 23 janvier : Fulk le Strange, 1er baron Strange de Blackmere
- 23 juin : Aymar de Valence, 2e comte de Pembroke
- 1er novembre : John de Halton (en), évêque de Carlisle
- 25 novembre : John de Botetourt, 1er baron Botetourt
- Date inconnue : 
  - John Carew, chevalier
  - William Martin, 1er baron Martin
  - Robert de Scales, 2e baron Scales (en)